# جوزيف أونيل
جوزيف أونيل (بالإنجليزية: Joseph O'Neill)‏ هو كاتب وشاعر أمريكي، ولد في 23 فبراير 1964 في كورك في جمهورية أيرلندا.

## وصلات خارجية
- جوزيف أونيل على موقع مونزينجر (الألمانية)